# Mon amour, mon amour
Pour plus de détails, voir Fiche technique et Distribution.
Mon amour, mon amour est un film français réalisé par Nadine Trintignant, sorti en 1967.

## Synopsis
Agathe et Vincent s'aiment. Agathe attend un enfant de Vincent mais n'ose le lui avouer.

## Fiche technique
- Réalisation : Nadine Trintignant
- Scénario : Nadine Trintignant
- Production : André Génovès pour Cocinor, Les Films Marceau et Les Films de la Boétie
- Photographie : Willy Kurant
- Musique : Francis Lai, Vivaldi, Beethoven
- Son : Jean-Claude Laureux
- Genre : Drame et romance
- Durée : 86 minutes
- Affiche : Jouineau Bourduge (France)

## Distribution
- Jean-Louis Trintignant : Vincent
- Valérie Lagrange : Agathe
- Michel Piccoli : Marrades
- Annie Fargue : Jeanne
- Bernard Fresson : Serge
- Anna Katerina Larsson : Marilou,
- Marie Trintignant : la petite fille
- Jean-Pierre Kalfon : Yan

## Distinction
- Festival de Cannes 1967 : sélection officielle, en compétition